# Uda (Argeș)
Pour les articles homonymes, voir Uda.

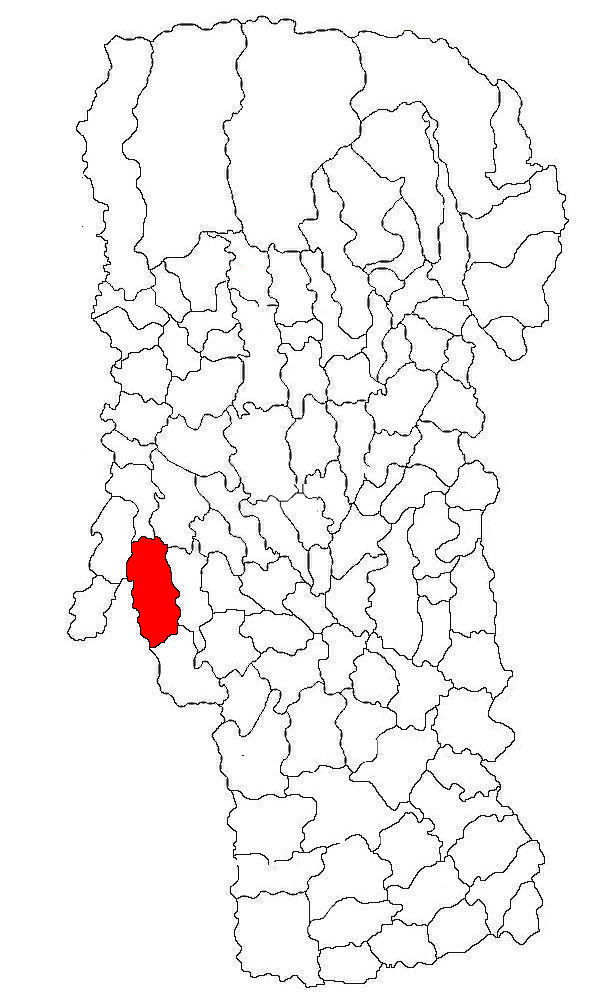
Uda

Uda est une commune roumaine située dans le județ d'Argeș.

## Démographie
Selon le recensement de 2021, la commune contiendrait 1700 habitants.